# Kup Krešimira Ćosića 2020./21.
Kup Krešimira Ćosića za 2020./21. je trideseto izdanje ovog natjecanja za hrvatske košarkaške klubove.  Natjecanje je osmi put ukupno osvojio "Zadar"

## Sustav natjecanja
Kao posljedica globalne pandemije COVID 19, format natjecanja je promijenjen u odnosu na prošle sezone. U glavnom dijelu natjecanja je sudjelovalo 16 klubova – 12 klubova sudionika "Premijer lige" te četiri kluba preko regionalnih kvalifikacijskih kupova (članovi "Prve lige" i skupina "Druge lige"). 
 
Za razliku od svih dotadašnjih izdanja kupa, nije igran završni turnir ("Final Four" ili "Final Eight"), nego su igrani susreti četvrtzavršnice i poluzavršnice, dok je završna utakmica igrana u Omišu.

## Sudionici
U natjecanju je sudjelovalo 16 klubova –  12 sudionika "Premijer lige" te četiri kluba kvalificirana preko regionalnih kupova. 
| | |
| - HT Premijer liga - Adria Oil Škrljevo, Škrljevo, Bakar - Alkar, Sinj - Cibona, Zagreb - Furnir, Zagreb - Gorica, Velika Gorica - Hermes Analitica, Zagreb - Sonik Puntamika, Zadar - Split, Split - Šibenka, Šibenik - Vrijednosnice Osijek, Osijek - Zabok, Zabok - Zadar, Zadar | - preko regionalnih kupova - Belišće, Belišće - Cedevita Junior, Zagreb - Didaora, Zadar - Kvarner 2010, Rijeka |

## Rezultati

### Osmina završnice
Referetni datum odigravanja utakmica je bio 25. studenog 2020. godine

| par | datum              | mjesto, dvorana                         | klubovi                                    | rez.   | napomene, izvještaj |
| --- | ------------------ | --------------------------------------- | ------------------------------------------ | ------ | ------------------- |
| 1   | 14. prosinca 2020. | Zagreb, KC "Dražen Petrović             | Cibona Zagreb – Alkar Sinj                 | 96:62  |                     |
| 2   | 23. studenog 2020. | Zadar, Dvorana OŠ "Zadarski otoci"      | Diadora Zadar – Vrijednosnice Osijek       | 73:90  |                     |
| 3   | 25. studenog 2020. | Zadar, KD "Jazine"                      | Sonik Puntamika Zadar – Adria Oil Škrljevo | 66:83  |                     |
| 4   | 23. siječnja 2021. | Belišće, ŠD OŠ "Ivana Kukuljevića"      | Belišće – Hermes Analitica Zagreb          | 76:117 |                     |
| 5   | 25. studenog 2020. | Rijeka, Dvorana "Mladosti"              | Kvarner 2010 Rijeka – Furnir Zagreb        | 71:102 |                     |
| 6   | 12. siječnja 2021. | Zagreb, Dom košarke "Cedevita"          | Cedevita Junior Zagreb – Zadar             | 69:81  |                     |
| 7   | 29. prosinca 2020. | Zabok, GSK "Zabok"                      | Zabok – Šibenka Šibenik                    | 82:70  |                     |
| 8   | 15. prosinca 2020. | Velika Gorica, Gradska sportska dvorana | Gorica (Velika Gorica) – Split             | 80:90  |                     |

### Četvrtzavršnica
Utakmice su igrane krajem siječnja i početkom veljače 2021.
| par | datum              | mjesto, dvorana                | klubovi                            | rez.   | napomene, izvještaj |
| --- | ------------------ | ------------------------------ | ---------------------------------- | ------ | ------------------- |
| 1   | 3. veljače 2021.   | Zagreb, KC "Dražen Petrović    | Cibona Zagreb – Adria Oil Škrljevo | 93:72  |                     |
| 2   | 2. veljače 2021.   | Osijek, Dvorana "Gradski vrt"  | Vrijednosnice Osijek – Zadar       | 75:81  |                     |
| 3   | 27. siječnja 2021. | Split, Mala dvorana "KK Split" | Split – Hermes Analitica Zagreb    | 116:89 |                     |
| 4   | 3. veljače 2021.   | Zabok, GSK "Zabok"             | Zabok – Furnir Zagreb              | 67:82  |                     |

### Poluzavršnica
Igrano 10. veljače 2021.
| datum             | mjesto, dvorana                 | klubovi               | rez.  | napomene, izvještaj |
| ----------------- | ------------------------------- | --------------------- | ----- | ------------------- |
| 10. veljače 2021. | Zadar, Dvorana "Krešimir Ćosić" | Zadar – Cibona Zagreb | 84:82 |                     |
| 10. veljače 2021. | Split, Mala dvorana "KK Split"  | Split – Furnir Zagreb | 95:83 |                     |

### Završnica
Igrano 13. veljače 2021. u Omišu.
| datum             | mjesto, dvorana    | klub1 | rez.  | klub2 | napomene, izvještaj |
| ----------------- | ------------------ | ----- | ----- | ----- | ------------------- |
| 13. veljače 2021. | Omiš, SD "Ribnjak" | Split | 70:79 | Zadar |                     |

## Vanjske poveznice
- hks-cbf.hr, natjecanja, Kup Krešimir Ćosić